# Антична синагога (Пловдив)
Античната синагога на Филипопол е древна синагога в град Пловдив, България, използвана през III-VI век, от която днес са запазени само основите и част от подовете. Тя е единствената сграда от Античността с такова предназначение, открита в България.

## Описание
Останките на Античната синагога са разположени в централната част на града, на съвременния булевард „Княгиня Мария Луиза“. Представлявала е базилика с голямо средно помещение и две еднакви странични крила, разположена в голям двор. При археологическото изследване на сградата са установени два последователни пода, покрити с декоративни мозайки, изобразяващи геометрични орнаменти, голяма менора, надписи с посвещения на гръцки и латински език.

## История
Първоначално сградата е построена в началото на III век, вероятно по времето на Северите. Силно засегната при превземането на града от готите около 250 година, тя е възстановена в предходния си вид. Отново е разрушена в началото на V век при антисемитските гонения на император Аркадий. Възстановена е отново с увеличени размери, като по това време е изпълнен вторият мозаечен под, отличаващ се с по-груба изработка и избягване на специфично еврейска символика. Синагогата е окончателно разрушена в края на VI век.